# Особняк Спиридонова
Особняк Спиридонова — здание в Санкт-Петербурге по адресу Фурштатская улица, дом № 58, построенное в 1895—1896 годах по заказу коллежского советника Николая Спиридонова архитекторами Александром Померанцевым, Иеронимом Китнером и Василием Свиньиным. С осени 1965 года здесь располагается Дворец торжественной регистрации рождений «Малютка».

## Особняк Спиридонова
В конце XIX века на этом месте на Фурштатской улице находились деревянный одноэтажный дом с хозяйственными службами и небольшой сад. В 1894 году участок был куплен коллежским советником Николаем Спиридоновым. Существующая скромная постройка не соответствовала уже достаточно престижному в то время району Петербурга, да и самому новому хозяину хотелось иметь аристократический особняк, который бы не выпадал из ряда соседних домов. Особняк был построен в 1895—1896 годах архитекторами Александром Померанцевым, Иеронимом Китнером и Василием Свиньиным.
Фасад, выполненный в стиле эклектики с элементами немецкого классицизма, ренессанса и барокко, выглядит пышно, но при этом строго симметричен. Центральный ризалит украшает широкий балкон, поддерживаемый фигурами атлантов.

### Планировка
Особняк имеет мастерски продуманную планировку дворцового типа. Парадные гостиные с Танцевальным залом в центре располагаются вокруг объёма главной лестницы. Благодаря двум особым узловым переходам, примыкающим к углам лестничного объёма, весь особняк просматривается насквозь. На втором этаже — традиционная для богатого дома анфилада парадных помещений. В их оформлении применены декоративные элементы основных исторических стилей: роскошный ренессанс, высокий классицизм, изящное рококо и живописный мавританский стиль. Отделка мрамором, наборные паркеты, живопись, зеркала, изразцы и богатая лепка отличаются высокой декоративностью. В здании сохранились роскошные витражи конца XIX в., выполненные в стиле неоренессанс.
Широкая беломраморная лестница ведёт со второго этажа на первый, где находились спальни, детские, гардеробные и ванные. Подвальный этаж использовался в хозяйственных целях.

## После революции

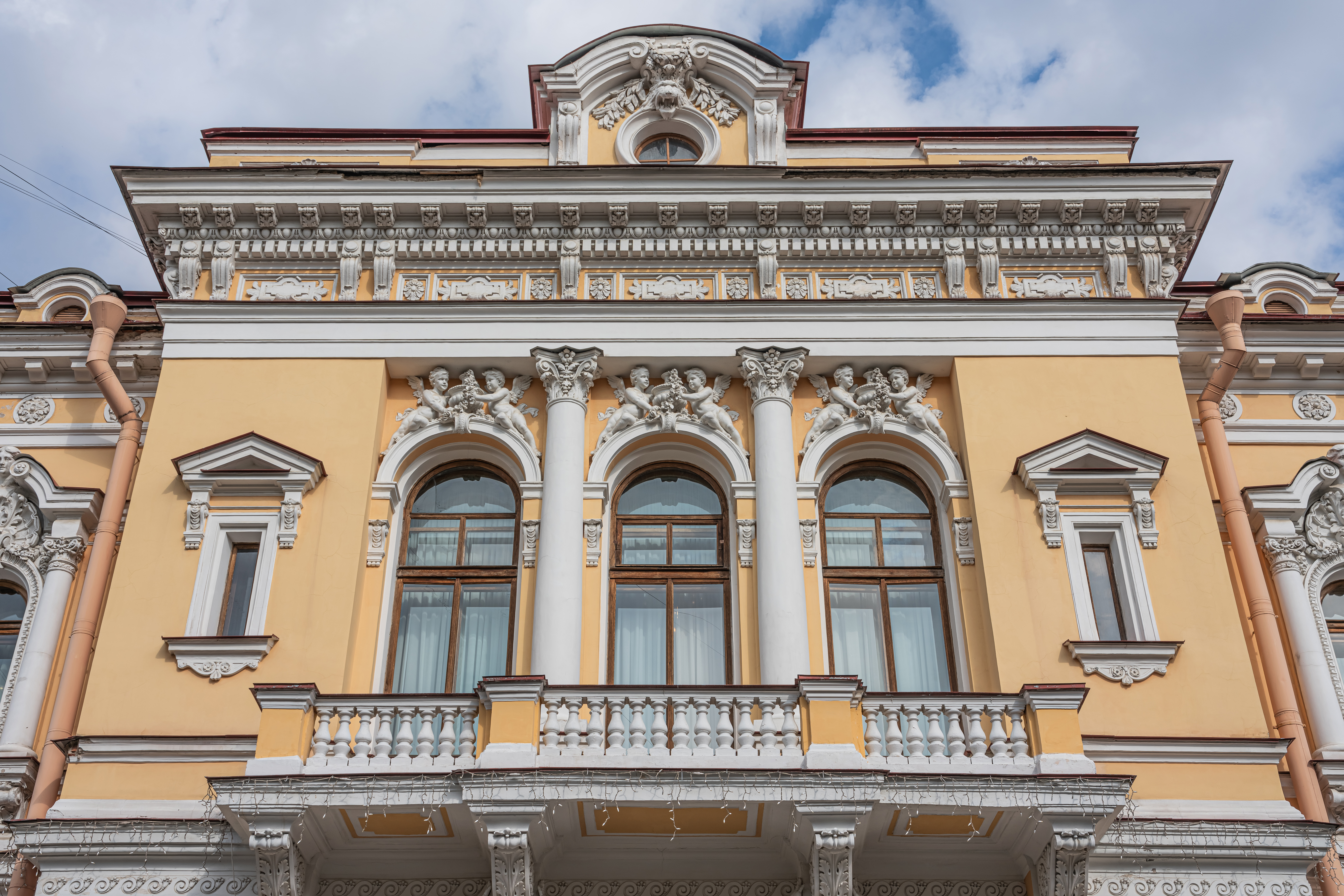
Фрагмент фасада

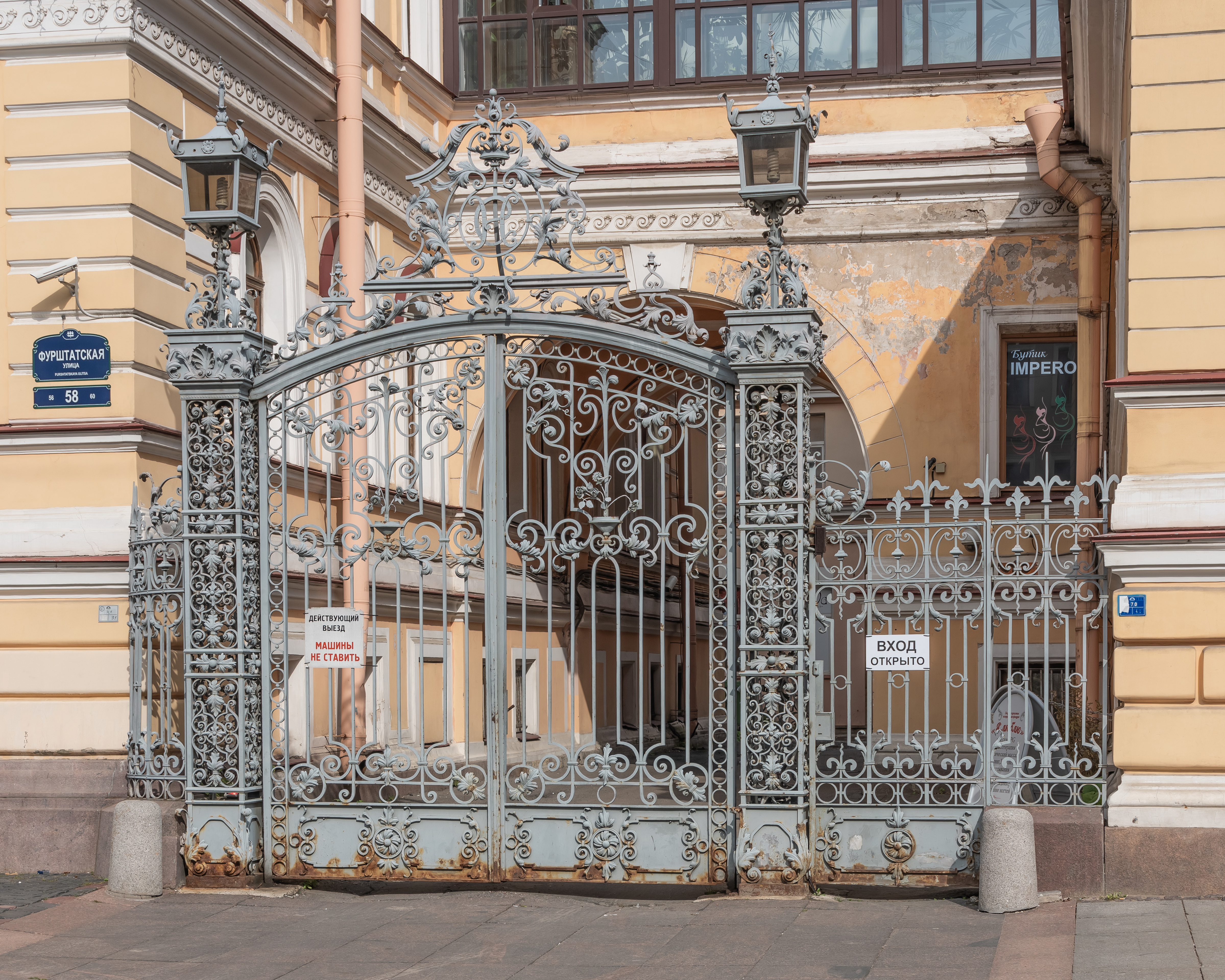
Ворота

Семья Спиридоновых владела домом до 1916 года, когда он был продан купцу первой гильдии И. А. Меликову. Сразу после Октябрьской революции он был национализирован, и в особняке разместился детский дом. С середины 1920-х годов и почти до самой войны здесь располагался институт, готовивший зубных техников, в 1956—1965 годах — ленинградское отделение Всероссийского общества культурных связей с зарубежными странами.

### Дворец «Малютка»
5 ноября 1965 года в здании открылся особый отдел ленинградского ЗАГСа, предназначенный для проведения церемоний торжественной регистрации рождения — Дворец «Малютка». Его первой заведующей стала Нина Степановна Бескаравайная. Дворец «Малютка», являющийся единственным заведением подобного рода в России, стал методическим центром не только для отделов ЗАГС Санкт-Петербурга, но и для всей страны. Здесь сложилась особая школа ведения церемоний, в 1988 году во Дворце регистрировали пятимиллионного жителя Ленинграда — Павла Русакова.
В свободное от регистраций время во Дворце проходят вечера классической музыки, небольшие детские праздники и представления. 1 июня ежегодно проводятся праздничные мероприятия, посвящённые Международному дню защиты детей.

## В искусстве
Кинематограф
В фильме «Судьба резидента» дом фигурирует в качестве бывшей резиденции «графов Тульевых». В момент посещения улицы Петра Лаврова героями фильма Михаилом Тульевым и Павлом Синицыным на фасаде отчётливо видна вывеска «Малютка».
Театр
В 2016-2017 годах весь дом использовался в качестве места проведения иммерсивного спектакля «Черный русский» (по мотивам романа «Дубровский» А.С. Пушкина) режиссёра Максима Диденко.